# Zakon o posojilu in najemu
Zakon o posojilu in najemu (angleško Lend-Lease Act) je bil program pri katerem je ZDA med 2. svetovno vojno oskrbovala zaveznike Britanijo, Svobodno Francijo, Kitajsko, Sovjetsko zvezo in druge zaveznike z orožjem, orodjem, vozili, nafto in drugimi materiali. Akt so podpisali 11. marca 1941, leto in pol po začetku 2. svetovne vojne.
ZDA so dobavile pomoč v vrednosti $50,1 milijarde (656 milijard v današnji dolarjih), kar je bilo 17 % ameriške vojaške porabe med vojno. 31,4 milijarde USD je dobila Britanija, 11,3 Sovjetska zveza, 3,2 Francija, 1,6 Kitajska, ostali zavezniki pa 2,6 milijarde. Kanada je imelo podoben program Billion Dollar Gift and Mutual Aid.
Ta program je efektivno končal ameriško začetno nevtralnost v drugi svetovni vojni in je zelo vplival na potek vojne.